# Le Défi du samouraï
Le Défi du samouraï (Samurai shiyounen no chiyousen ! (サムライしょうねんのちょうせん！) en japonais et Challenge of the Samurai en anglais) est le 4e épisode du premier cycle de la Pokémon, la série. L'épisode a été diffusé pour la première fois au Japon le 22 avril 1997, aux États-Unis le 11 septembre 1998. C'est dans cet épisode qu'a lieu le premier « vrai combat » de Sacha.

## Synopsis
La série narre les aventures de Sacha. Sacha et Ondine rencontrent un samouraï qui vit dans la forêt de Jade. Alors que celui-ci défie Sacha, le match est interrompu par un essaim de Dardargnan qui enlève le Chrysacier de Sacha. Afin de le sauver, Sacha n’hésite pas à risquer sa vie. Ému par sa dévotion, le Chrysacier évolue en un Papilusion et utilise la Poudre Dodo pour arrêter l’essaim de Dardargnan. Sacha et ses amis sortent de la forêt et se dirigent vers Argenta. Dans cet épisode apparait aussi pour la première fois Scarabrute sous la possession du samouraï,,.

## Production
Le défi du samouraï est le quatrième épisode du premier cycle de la série Pokémon, il a été diffusé pour la première fois au Japon le 22 avril 1997 et aux États-Unis le 11 septembre 1998. L'épisode a été écrit par Satoshi Tajiri et réalisé par Masamitsu Hidaka, Tatsunori Nishimura a lui était chargé des effets spéciaux.
Aurélien Ringelheim est la voix française de Sacha et Fanny Roy la voix d'Ondine[pertinence contestée].

## Réception
Sur le site de l'Internet Movie Database, 106 utilisateurs avait mis une note moyenne de 7,7 sur 10 (au 16 juin 2014).